# Верхівцеве (станція)
Верхі́вцеве — вузлова залізнична станція 1-го класу Дніпровської дирекції Придніпровської залізниці між станціями Верхньодніпровськ (14 км), Вільногірськ (17 км) та Божедарівка (20 км). Розташована на перетині трьох ліній Верхівцеве — П'ятихатки, Верхівцеве — Кривий Ріг-Головний, Верхівцеве — Запоріжжя-Кам'янське у середмісті Верхівцевого Кам'янського района Дніпропетровської області.
На вокзалі станції знаходяться зал чекання, каси з продажу квитків на поїзди приміського та далекого сполучення, камери схову, багажне відділення.

## Історія
Станція відкрита 18 травня 1884 року під час під час будівництва першої дільниці на стику Кам'янської та Саксаганської гілок новозбудованої залізниці Донбас — Кривбас (нині — Придніпровська залізниця). Первинна назва станції Любомирівка походить від розташованого неподалік  однойменного села. У 1884 році утворене робітниче селище при станції Любомирівка.
У грудні 1888 року, після спорудження Саксаганської гілки Любомирівка — Колачевське, станція отримала статус залізничного вузла.

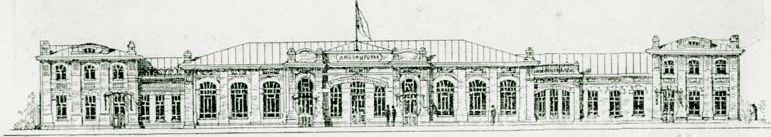
Проєкт будівлі залізничного вокзалу станції Верхівцеве

У 1901 році побудована будівля залізничного вокзалу за проєктом архітектора Ігнатія Горленський.
На початку XX століття завдяки розвитку в регіоні металургійної промисловості, станція Верхівцеве розбудовується, збільшується й населення селища.
У 1903 році на станції розташовувалось оборотне депо, контора начальника 9-ї дільниці колійної служби, лікарня, комора матеріальної служби, однокласна залізнична школа з трьома відділеннями.
1 січня 1904 року станція перейменована на честь першого начальника Катерининської залізниці, талановитого інженера Олександра Верховцева.
Станом на 1905 рік вантажообіг головного ходу був незначним, а на Довгінцевському напрямку сягнув 120 млн пудів, переважно (більше 95 млн пудів) вантажів відправлення.

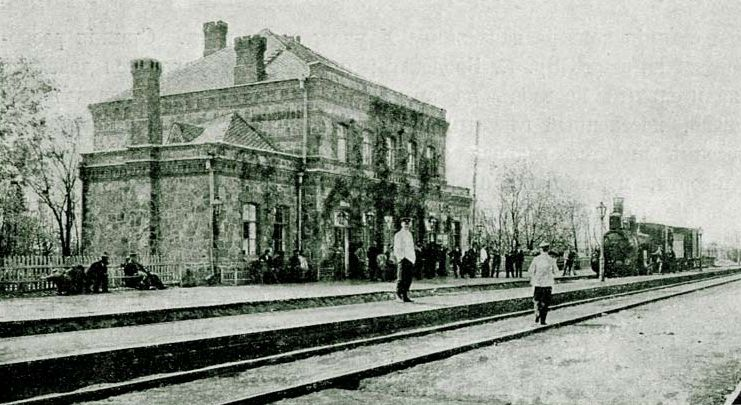
Перша будівля вокзалу станції Верхівцеве
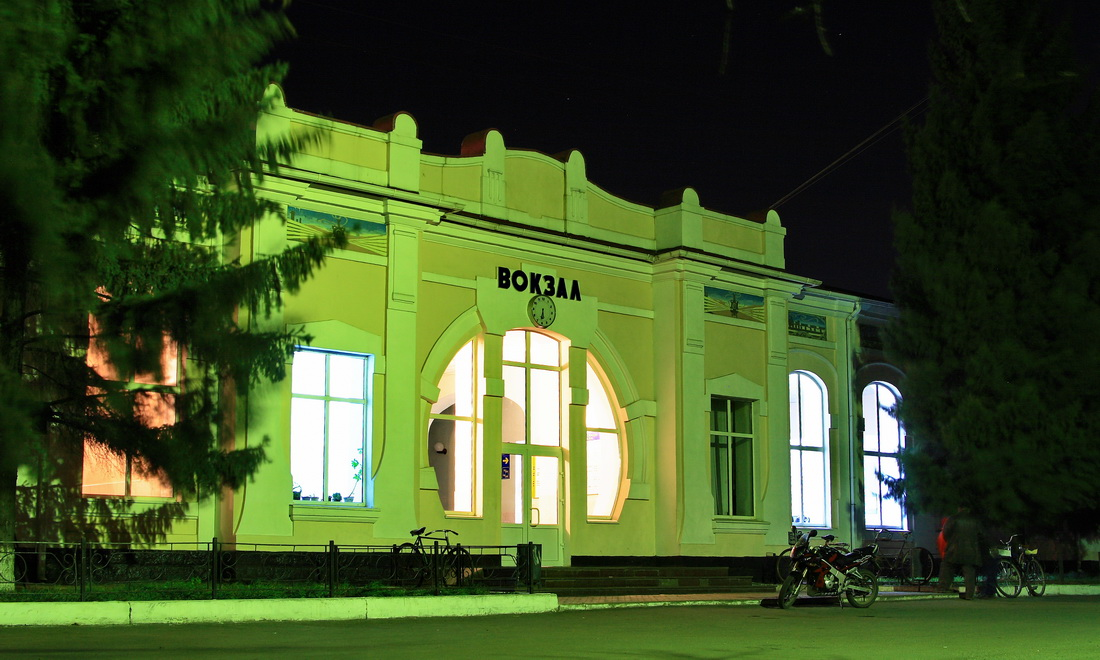
Сучасний залізничний вокзал

Впродовж 1920—1930-х років розвиток селища Верхівцеве тісно пов'язаний із залізничною станцією. На станції за цей період було збудовано сортувальну гірку.
Під час Другої світової війни селищу та залізничній станції завдано значних руйнувань, колійне господарство пошкоджено через чисельні бомбардування окупантів.
У 1950-х роках станція електрифікована постійним струмом (=3 кВ), утворена енергодільниця, споруджені нові будівлі локомотивного та вагонного депо.
У 2004 році для запуску руху перших швидкісних поїздів проведена реконструкція пасажирської частини станції та капітальний ремонт історичного приміщення вокзалу.

## Пасажирське сполучення

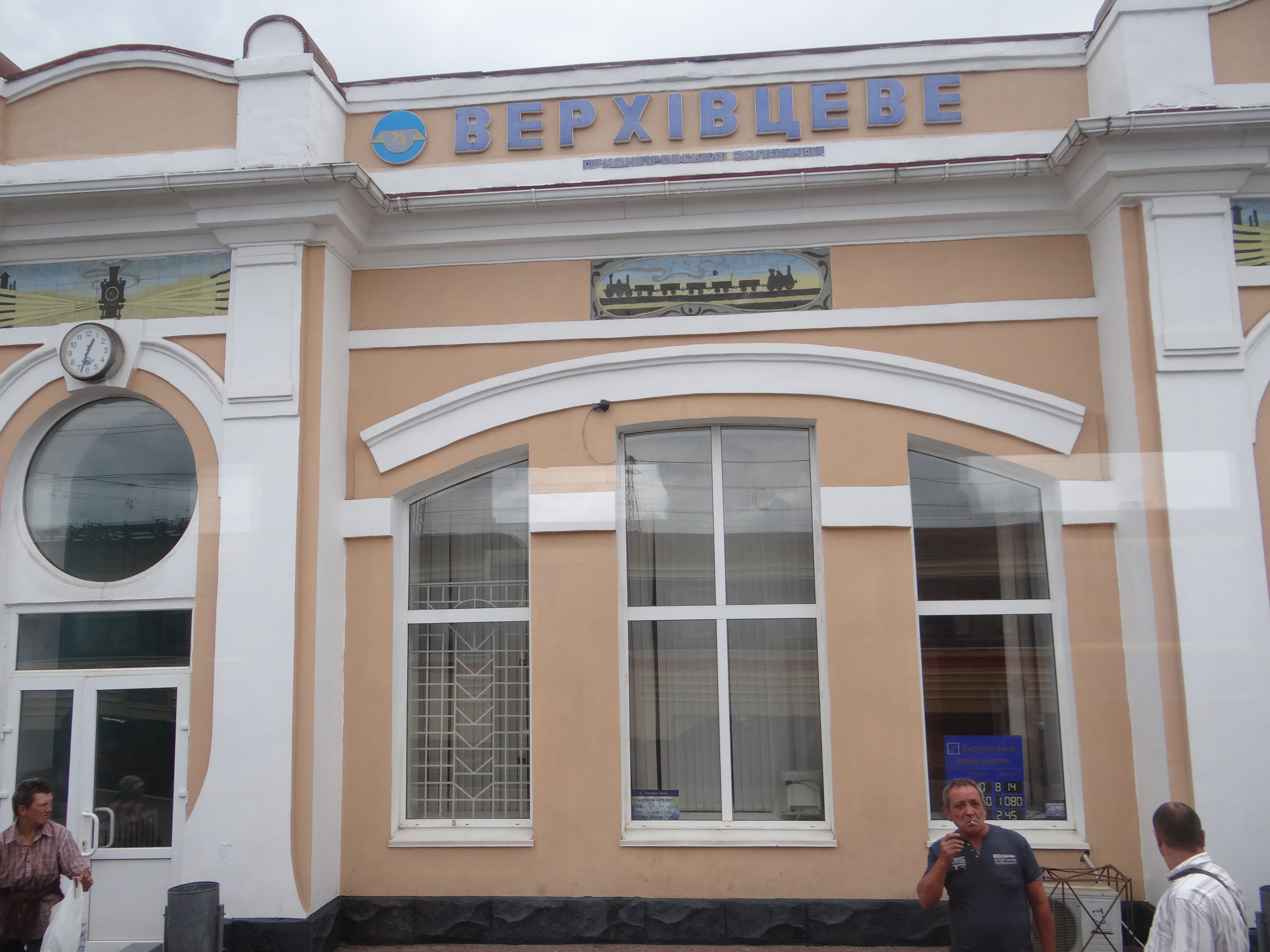
Фасад вокзалу станції Верхівцеве

На станції зупиняються всі поїзди  приміського сполучення до кінцевих  станцій Дніпро-Головний, Кривий Ріг-Головний, П'ятихатки, П'ятихатки-Стикова та деякі поїзди далекого сполучення.

## Підприємства станції
На станції працюють 14 підрозділів різних підприємств «Укрзалізниці», серед яких:
- Верхівцівська дистанція колії № 10
- Верхівцівське вагонне депо № 13
- Верхівцівська дистанція енергопостачання № 3 Дніпропетровський центр механізації колійних робіт та ремонту колійної техніки
- Верхівцівський рейкозварювальний поїзд № 39
- Верхівцівська дистанція електропостачання, ділянка  Дніпровської дистанції сигналізації та зв'язку
- Інформаційно-обчислювальний центр
- Оборотне локомотивне депо
- Вагонне депо «Кам'янське»
- Ділянка будівельно-монтажного управління № 5
- Ділянка Дніпровської дистанції захисних лісонасаджень
- Команда воєнізованої охорони № 4
- ТОВ «Верхівцівський елеватор».

## Керівники
У різний час станцію очолювали:
- Яковлєв Ілларіон Аврамович (1940-ві)
- Саплахіді М. П. (1950-ті)
- Літвиненко Василь Пилипович (1970-ті)
- Фурсов Григорій (1980-ті)
- Сліченко Олексій Анатолійович
- Заєць Іван Ілліч (2000-ні)